# Tetrix dorrigensis
Tetrix dorrigensis är en insektsart som beskrevs av Rehn, J.A.G. 1952. Tetrix dorrigensis ingår i släktet Tetrix och familjen torngräshoppor. Inga underarter finns listade i Catalogue of Life.